# Greve geral suíça de 1918
A Greve Geral Suíça de 1918 (em alemão:  Landesstreik) decorreu de 12 a 14 de novembro e envolveu cerca de 250 mil trabalhadores.

## Antecedentes
Embora a Suíça tenha permanecido neutra durante a Primeira Guerra Mundial, mobilizou o seu exército. Os militares convocaram 220.000 homens para o serviço ativo. O movimento trabalhista suíço inicialmente apoiou a causa da defesa nacional.
A guerra causou privação económica significativa no país. Também aprofundou o fosso entre os trabalhadores, por um lado, e as empresas e os agricultores, por outro. A guerra causou um aumento considerável no preço dos bens de consumo. Os preços do pão, por exemplo, duplicaram entre 1914 e 1918. Os agricultores e muitas empresas lucraram com isso, mas os trabalhadores sofreram. Seus salários não aumentaram com os preços. Os salários reais médios industriais caíram um quarto. A mobilização militar contribuiu ainda mais para a angústia dos trabalhadores. Os trabalhadores convocados para o serviço militar não foram compensados pelos salários perdidos e o salário dos soldados era muito inferior ao salário dos trabalhadores industriais.
Em fevereiro de 1918, em uma reunião em Olten, os líderes do Partido Socialista Suíço (SPS), dos sindicatos do país e da imprensa socialista decidiram criar o Comitê de Ação de Olten (OAK). O seu objectivo era fornecer uma liderança unificada ao movimento operário e ao partido socialista. Foi liderado por Robert Grimm, editor do jornal socialista Berner Tagwacht e membro da câmara baixa do parlamento, o Conselho Nacional. Os outros membros foram Friedrich Schneider e Rosa Bloch como representantes do SPS e Karl Dürr, Konrad Ilg, August Huggler e Franz Reichmann como representantes de vários sindicatos.

## Preparação

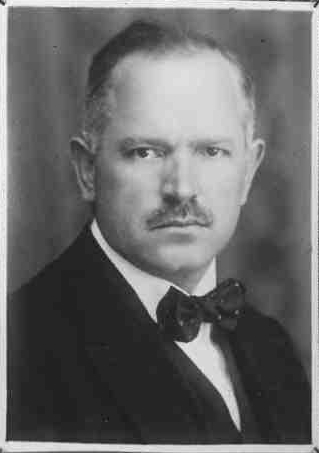
Robert Grimm

Em 5 de novembro de 1918, o Conselho Federal, o executivo da Suíça, desdobrou dois regimentos de infantaria e duas brigadas de cavalaria para Zurique. Alegou que a instabilidade económica e política poderia dar aos radicais, especialmente aos estrangeiros em Zurique, a oportunidade de causar distúrbios e tentar uma revolução e que os soldados eram necessários para manter a ordem. As tropas marcharam para Zurique em 7 de novembro.
Esta medida irritou as organizações trabalhistas da cidade, que acusaram o governo de tentar estabelecer uma ditadura militar. O OAK também protestou contra a decisão do governo. Convocou uma greve de um dia em dezenove cidades no sábado, 9 de novembro. As greves permaneceram pacíficas. Apenas tiveram lugar em algumas das dezanove cidades, porque os organizadores sindicais nas outras sentiram que não lhes foi dado tempo suficiente para se prepararem e, consequentemente, não atenderam ao apelo da comissão.
Em Zurique, contudo, os líderes sindicais consideraram a greve de um dia do comité excessivamente cautelosa e prometeram continuar a luta até que o exército se retirasse da cidade. No dia seguinte, um domingo, o movimento operário de Zurique tinha feito planos para celebrar o primeiro aniversário da Revolução Russa de Outubro. No mesmo dia, as notícias da Revolução Alemã de Novembro e da derrubada do imperador alemão chegaram a Zurique. Os militares proibiram todas as manifestações públicas. Quando as tropas dispersaram uma multidão na praça Münsterplatz, a desordem resultante deixou quatro manifestantes feridos e um soldado morto. Os manifestantes se reagruparam no Milchbuck e foram atacados pela cavalaria portando sabres, forçando-os a fugir.

## Greve geral

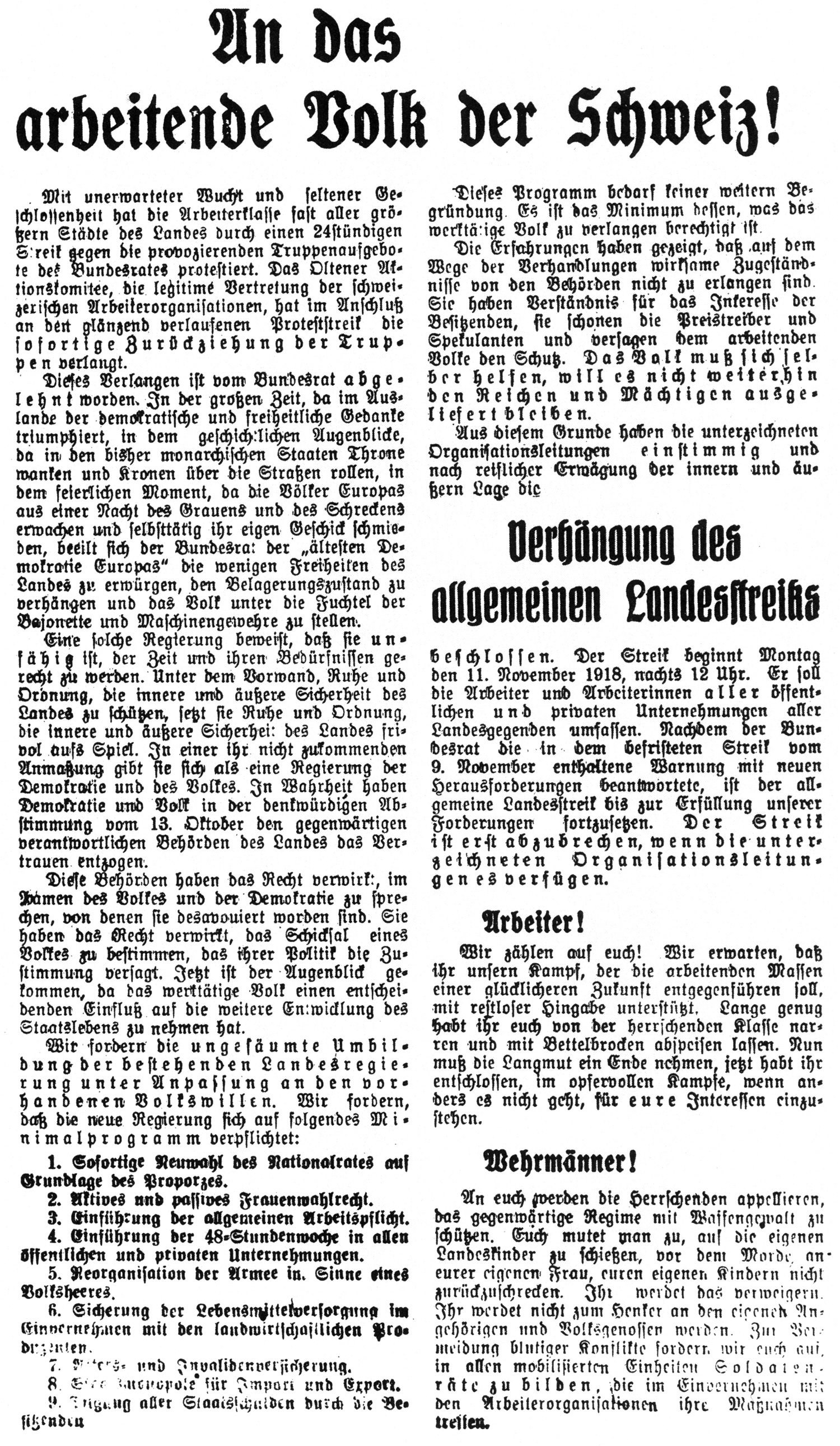
Folheto emitido pelo OAK convocando greve geral

As altercações em Zurique obrigaram o OAK a agir. Os seus membros discutiram as suas opções numa reunião longa e tumultuada. O comitê emitiu uma proclamação intitulada "Ao Povo Trabalhador da Suíça". A proclamação convocou uma greve geral com início em 12 de novembro e fez nove demandas:
- Novas eleições para o conselho nacional com representação proporcional;
- Sufrágio feminino e direito das mulheres de ocupar cargos públicos;
- Uma obrigação geral de trabalhar;
- Semana de 48 horas de trabalho;
- Reorganizando as forças armadas em um exército popular;
- Melhorando o abastecimento de alimentos;
- Seguro de velhice e invalidez;
- Estabelecendo um monopólio estatal sobre o comércio exterior;
- Forçando os ricos a pagar a dívida soberana do país.[12]

O Conselho Federal rejeitou imediatamente as exigências do comitê. Deixou a porta aberta às reformas sociais, mas insistiu que estas só poderiam ser realizadas através de procedimentos legais. Apelou ao povo suíço para ficar do lado do governo. O governo também colocou todos os funcionários federais sob a lei militar, sujeitos a punição caso participassem da greve. Mobilizou o exército, cerca de 110.000 soldados. Além disso, o governo suíço decidiu encerrar a missão diplomática da Rússia Soviética em Berna. O seu pessoal, incluindo o chefe da missão Jan Berzin, foi escoltado até à fronteira alemã em 12 de novembro.
A greve geral começou conforme planejado na terça-feira, 12 de novembro. A participação foi maior nas áreas industriais do norte e leste da Suíça de língua alemã. Em Zurique e Basileia, os trabalhadores mostraram-se particularmente entusiasmados. Mesmo os trabalhadores que de outra forma não teriam participado na greve, especialmente os das zonas rurais, foram impedidos de se deslocarem para o trabalho porque os comboios não circulavam. Na Romandia francófona, a participação na greve foi muito menor, porque o OAK tinha menos influência ali. Os falantes de francês demonstraram mais apoio aos Aliados na Primeira Guerra Mundial e alguns suspeitavam que Grimm nutria simpatia pelos alemães. Não houve incidentes graves no primeiro dia de greve.
Em 12 de Novembro, ambas as câmaras da legislatura suíça reuniram-se para uma sessão especial, com alguns delegados necessitando de assistência militar para chegar a Berna. Por uma votação de 136 a 15, a Assembleia Federal aprovou várias medidas destinadas a acabar com a greve após dois dias de debates. Apenas os delegados socialistas votaram contra as medidas. O OAK recebeu um ultimato para cancelar a greve até às 17h do dia 13 de novembro. Às 2h00 do dia 14 de Novembro, o comité e a liderança socialista concordaram, apelando aos trabalhadores para retomarem o seu trabalho na sexta-feira, 15 de Novembro. A decisão do comitê foi unânime, exceto pela dissidência de Grimm e Schneider, um líder trabalhista de Basileia.

Soldados guardando o Palácio Federal em Berna, que abriga o legislativo e o executivo nacional

A greve já havia sido cancelada quando ceifou suas primeiras vidas. Em Grenchen, uma cidade no Cantão de Solothurn, trabalhadores que protestavam destruíam trilhos de trem e soldados atiraram contra eles. Três morreram e mais ficaram feridos. Em Basileia e Zurique, os trabalhadores inicialmente recusaram-se a acreditar nas notícias do fim da greve. Schneider viajou para Basileia para convencê-los a voltar ao trabalho. Em Zurique, o movimento trabalhista, liderado por Ernst Nobs, ficou indignado com a decisão de encerrar a greve e considerou ignorá-la. Eventualmente, os moderados prevaleceram, mas em algumas fábricas o trabalho só foi retomado na segunda-feira seguinte.

## Consequências e legado

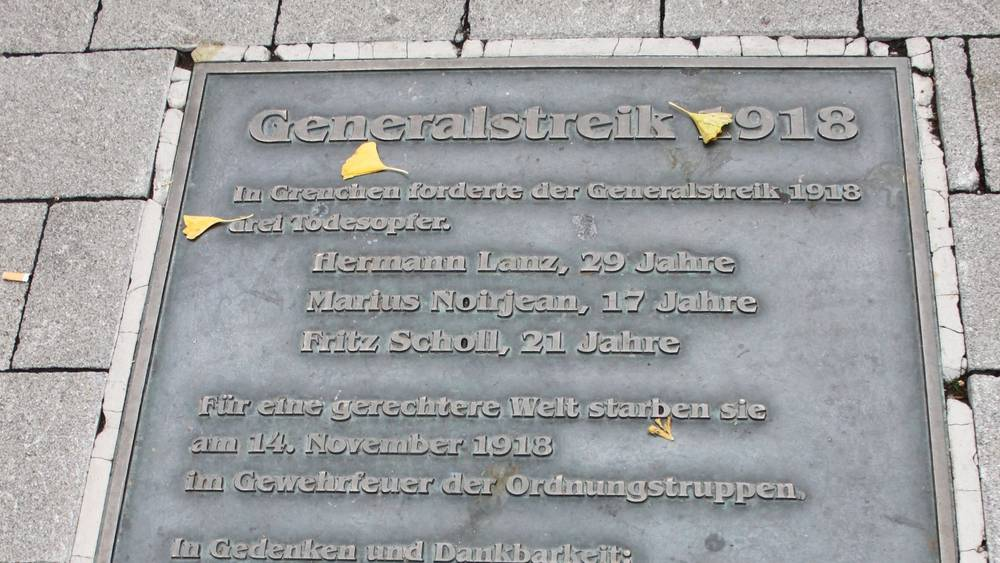
Placa comemorativa em Grenchen

A greve geral de 1918 foi a crise interna mais significativa na Suíça desde a Guerra de Sonderbund de 1847 e a formação do estado federal suíço em 1848.
No início de 1919, vinte e um líderes foram levados a julgamento por incitamento ao motim. Grimm, Schneider e Fritz Platten foram condenados pelo seu envolvimento na publicação e divulgação do panfleto apelando à greve geral. Especificamente, a proclamação continha um apelo aos soldados para que ignorassem as ordens de disparar sobre os trabalhadores. Eles foram condenados a seis meses de prisão. Nobs foi condenado por causa de um texto diferente que publicou e que foi considerado subversivo. Ele foi condenado a uma pena de prisão de quatro semanas. Todos os quatro cumpriram as penas, enquanto os outros dezessete réus foram absolvidos.
A greve não apareceu em muitas obras de ficção literária. Desempenha um papel no Schweizerspiegel de Meinrad Inglin, publicado em 1938. Les signes parmi nous, escrito por Charles-Ferdinand Ramuz em 1919, conta a história de um vendedor de Bíblias que viaja pela Suíça e é levado a acreditar que o Apocalipse está chegando por causa da gripe espanhola e da greve geral. L'étranger dans la ville, de Jean-Paul Zimmermann, escrito em 1919, mas publicado apenas em 1931, trata da forma como a greve foi percebida na cidade de Le Locle. No cinema, a greve foi tema da docuficção Generalstreik 1918: Die Schweiz am Rande eines Bürgerkriegs de 2018, dirigida por Hansjürg Zumstein, que elogia o senso de responsabilidade demonstrado tanto por líderes trabalhistas quanto por funcionários do governo para evitar um derramamento de sangue.